# ステニ川の戦い
ステニ川の戦い（ロシア語: Битва на реке Сутени）は、1103年にキエフ大公国（キエフ・ルーシ）軍とポロヴェツ族軍との間で行われた戦闘である。総指揮官はキエフ大公スヴャトポルクであり、ルーシ諸公軍の勝利に終わった。ルーシの年代記に記されるステニ川とは、現ウクライナ・ザポリージャ州を流れるモロチナ川に相当する。

## 前史
1101年9月15日に、キエフ大公国とポロヴェツ族都は和平条約を締結していた。しかし1103年のドロプスク諸公会議において、ルーシ諸公間でのポロヴェツ族への共闘が確認され、ルーシ諸公はポロヴェツ族の支配するステップへの遠征を決めた。ルーシの年代記（レートピシ）には、スヴャトポルクの従士（ドルジーナ）が、春の遠征は農民（スメルド）や農地を壊滅させるものであるという見解を述べたのに対し、ペレヤスラヴリ公ウラジーミルが、ポロヴェツ族の襲撃を座して待つことは死を意味すると述べ、これが遠征の挙行を決定したと記されている。なお、この記述を根拠として、スメルドが騎兵として従事していたこと、あるいは都市の連隊(ru)が自身の馬を所有していたことの証拠であると述べる説がある。

## 戦闘
ペレヤスラヴリに集結したルーシ諸公軍は、ドニエプル川へ向かった。渡河・進軍した4日後、アルトゥノパを長とするポロヴェツ族軍の前哨部隊に対し、ルーシの前哨部隊は伏兵を潜ませた。戦闘となり、この前哨戦はルーシ諸公軍が勝利した。
史料においては、この後に続く、4月4日のステニ川での本格的な戦闘の過程に関する詳細な記録はないが、ウルソバ、コチー、ヤロスラノパ、キタノパ、クマン、アスプ、クリトィク、チェネグレパ、スリバリといった20人の「クニャージ」を含む、多くのポロヴェツ族が戦死した。また、家畜などの戦利品を得、ペチェネグ族、トルク族を捕らえたと記されている。

## その後
同年、スヴャトポルクは1096年にポロヴェツ族によって焼失させられていたローシ川沿いの都市ユーリエフ（現ビーラ・ツェールクヴァ）を再建した（かつてのユーリエフの住人はスヴャトポルチに移住していた）。その後、1111年のサリニツァ川の戦いでルーシ諸公軍がポロヴェツ族を大破し、東方へ追いやるまで、両勢力間において数年おきに戦闘が繰り返されることになる。